# Alytes dickhilleni
Espèce
Statut de conservation UICN

 VU B2ab(iii,iv) : Vulnérable
Alytes dickhilleni est une espèce d'amphibiens de la famille des Alytidae.

## Répartition
Cette espèce est endémique des cordillères Bétiques en Andalousie en Espagne. Elle se rencontre de 700 à 2 140 m d'altitude dans les Sierras Tejeda, Almijara, de Gádor, de Baza, Mágina et de Alcaraz.

## Étymologie
Cette espèce est nommée en l'honneur de Dick Hillenius (1927-1987).

## Publication originale
- Arntzen & García-París, 1995 : Morphological and allozyme studies of midwife toads (genus Alytes), including the description of two new taxa from Spain. Contributions to Zoology, vol. 65, no 1, p. 5-34.